# رفع أسي
الرَّفْع الأُسِّيّ أو الرفع إلى أس أو الترقية إلى أس (بالإنجليزية: Exponentiation)‏ هو تكرار ضرب العدد في نفسه عدة مرات مثل: 3×3×3 أو 1×1×1×1×1 ولكنها يتم اختصار هذه العملية في صيغة بسيطة فمثلا 3×3×3×3 = {\displaystyle 3^{4}} وتقرأ ثلاثة أُس أربعة وتسمى 3 بالأساس و 4 بالأس.
{\displaystyle b^{n}=\underbrace {b\times \cdots \times b} _{n},}
تماما كما يساوي ضرب عدد ما في عدد آخر ما الجمع المتكرر التالي:

مخططات الدالة y=b^{x} لقيم مختلفة للأساس b: الأساس 10 (أخضر), الأساس e (أحمر), الأساس 2 (أزرق), والأساس ½ (سماوي). كل هاته المنحنيات تمر من النقطة (0,1) لأن أي عدد مختلف عن الصفر إذا رفع إلى القوة 0 يساوي 1. عند x=1, قيمة y تساوي الأساس لأن أي عدد رُفع إلى القوة 1 يساوي ذلك العدد نفسه.

{\displaystyle b\times n=\underbrace {b+\cdots +b} _{n}.}

## الأساس والأس

### الأساس
ويسمى أيضا المبنى. وهو العدد الذي يتم تكراره في عملية الضرب المتكرر، فعلى سبيل المثال {\displaystyle 3^{5}} أساسها يساوى 3 لأن الثلاثة هي العدد الذي تم تكريره.

### الأس
الأُسّ (الجمع: إساس) هي قوة العدد أو عدد مرات تكراره فمثلا {\displaystyle 6^{3}} أسها يساوى 3 لأن الأساس الذي يساوى 6 قد تم تكريرها ثلاثة مرات.

### ملحوظات
- تُقرأ العملية {\displaystyle 8^{9}} كما يلي : 8 أس 9 أو القوة التاسعة للعدد 8 أو 8 مرفوعة للقوة 9.
- لا داعٍ لكتابة الواحد إذا كان الواحد أسا لعدد ما لأن أي عدد مرفوع له أس واحد يساوي نفس العدد. على سبيل المثال {\displaystyle 8^{1}=8}.

## متطابقات وخصائص
للضرب المتكرر عدة قواعد ومنها :
1. عند ضرب عددين أو أكثر ذى أساسات متساوية فإن الناتج يكون نفس الأساس مرفوع له مجموع الآساس,:{\displaystyle b^{m+n}=b^{m}\cdot b^{n}}
2. عند قسمة عددين أو أكثر ذى أساسات متساوية فإن الناتج يكون نفس الأساس مرفوع له حاصل طرح الآساس {\displaystyle (b)^{m-n}=(b)^{m}/(b)^{n}}
3. إذا كان هناك عدد مرفوع لأس والكل مرفوع لأس آخر فإن الناتج يكون نفس العدد مرفوع له حاصل ضرب الأسين.:{\displaystyle (b^{m})^{n}=b^{m\cdot n}}
4. إذا كان هنالك عددين أو أكثر ذي أساسات غير متساوية وآساس متساوية فإن الناتج يكون حاصل ضرب الأساسين مرفوع للأس {\displaystyle (b\cdot c)^{n}=b^{n}\cdot c^{n}.}

## الأس عددًا صحيحًا

### الأس عددًا صحيحًا موجبًا
{\displaystyle b^{1}=b}
وعلاقة الاستدعاء الذاتي التالية:
{\displaystyle b^{n+1}=b^{n}\cdot b.}

### الأس مساويًا للصفر
إذا كان الأس يساوي 0 فإن قيمة هذا العدد تساوي 1 إلا إذا كان الأساس صفرا.
{\displaystyle b^{0}=1.}
انظر إلى جداء فارغ.
إذا كان الأساس صفرًا والأس صفرًا، تكون القيمة غير معرفة.

### الأس عددًا صحيحًا سالبًا
إذا كانت قيمة الأس سالبة يتم قسمة (الأساس أس صفر) على (الأساس أس موجب قيمة الاس السالب)
{\displaystyle b^{-n}={\frac {1}{b^{n}}}.}

### حالات خاصة للآساس

#### قوى عشرة
انظر كتابة علمية

#### قوى اثنين
قوة العدد اثنين أو الضرب المتكرر للعدد اثنين مهمة جداً في علم الحاسوب، كما أنها تظهر في نظرية المجموعات حيث مجموعة المجموعات الجزئية لمجموعة ما لها عدد من العناصر مساو ل 2n.

## الأس عددًا كسريًا
انظر إلى جذر نوني.

## الأس عددًا عقديًا والأساس عددًا حقيقيًا موجبًا
إذا كان b عددا حقيقيا موجبا، وكان z عددا عقديا ما، فإن bz تعرف كما يلي:
{\displaystyle b^{z}=e^{(z\ln b)}}

### التعريف باستعمال المتسلسلات
دالة الأس، كونها تساوي مشتقتها، وكونها تحققق {\displaystyle e^{0}=1}، يجعل من متسلسلة تايلور التي تعرفها، تكتب كما يلي:
{\displaystyle e^{z}=\sum _{n=0}^{\infty }{z^{n} \over n!}=1+z+{\frac {z^{2}}{2!}}+{\frac {z^{3}}{3!}}+{\frac {z^{4}}{4!}}+\cdots .}

### التعريف باستعمال النهايات

هذه الصورة المتحركة تبين من خلال عمليات ضرب متكررة في المستوى العقدي عند قيم من n (رمز إليه N في الصورة)، يصعد من الواحد إلى المائة، كيف يقترب من. قيم عندما يسير k من 0 ... n, هن رؤوس متعدد أضلاع path whose leftmost endpoint is for the actual k. يلاحظ أنه كلما كبرت قيمة k، كلما اقتربت من النهاية, مبينا متطابقة أويلر:

## في لغات البرمجة
- في لغة البرمجة سي وC++، يرمز إلى دالة الرفع كما يلي : pow(x, y).
- في #C، يرمز إلى دالة الرفع كما يلي : Math.Pow(x, y).
- math:pow(X, Y): إرلانج.
- Math.pow(x, y): Java.
- [Math]::Pow(x, y): باورشل.
- (expt x y): كومون ليسب.

## اقرأ أيضًا
- تحلل أسي
- نمو أسي
- كتابة علمية